# Tally Hall
Tally Hall (včasih stilizirano kot tallyhall ) je ameriška rock skupina, ustanovljena v Ann Arborju v Michiganu decembra 2002. Skupina je znana po optimističnih melodijah in muhastih besedilih. Člani so svoj glasbeni slog prvotno opisali kot "nenavadni rock" (wonky rock), pozneje pa so svoj zvok redefinirali kot "fabloo" ( /fəˈbluː/), da bi preprečili, da bi njihovo glasbo opredeljevali kakšni posebni žanri, po tem, ko so mnogi poskušali definirati "nenavadni rock".
Tally Hall ima pet članov, od katerih ima vsak kravato druge barve: kitarist Rob Cantor (rumena kravata), kitarist Joe Hawley (rdeča kravata), bobnar Ross Federman (siva kravata), klaviaturist Andrew Horowitz (zelena kravata) in basist Zubin Sedghi (modra kravata). Občasni član Casey Shea in producent Bora Karaca imata prav tako vsak svojo kravato (črno in oranžno). Vseh pet članov skupine je tako ali drugače v pesmih prispevalo vokale.
Nekoč pod snemalno založbo Atlantic Records je Tally Hall imela pogodbo z založbo Quack! Media, ki je pred tem pomagal pri financiranju in nacionalni distribuciji njihovega prvenca, Marvin's Marvelous Mechanical Museum. Svoj drugi album Good &amp; Evil so izdali 21. junija 2011.

## Zgodovina

### Zgodnja leta inMarvin's Marvelous Mechanical Museum
Andrew Horowitz, edini iz peterice, ki ni izviral iz Michigana, je začel pisati pesmi pri rosnih 8 letih. Kasneje je obiskoval Univerzo v Michiganu, kjer je študiral skladanje. Tam je spoznal Roba Cantorja, ki je z Zubinom Sedghijem obiskoval srednjo šolo in se kasneje pridružil filmski skupini Joeja Hawleyja, AnonyMous. Prvotni bobnar Tally Hall, Steve Gallagher, je skupino zapustil maja 2004. Ross Federman, ki ga je Joe poznal iz srednje šole, je kmalu zatem prevzel njegovo mesto.
24. oktobra 2005 je skupina izdala svoj prvi studijski album, Marvin's Marvelous Mechanical Museum, z violinistom Jeremyjem Kittelom, ki je v pesmih prispeval godala. Album so ponovno izdali 12. septembra 2006LeLievre, Roger (5. marec 2010). »Catch tunes from Tally Hall's upcoming CD at Blind Pig show on Tuesday«. The Ann Arbor News. Pridobljeno 9. aprila 2022.</ref> Tally Hall je z nastopom s svojo pesmijo »Good Day« v oddaji The Late Late Show s Craigom Fergusonom 2. avgusta 2006 kmalu prejela pozornost nacionalnih medijev. Septembra 2006 se je pojavila v MTV-jevem segmentu You Hear It First. Skupina je leta 2007 nastopila na glasbenem festivalu South by Southwest. Marca 2007 so podpisali pogodbo z založbo Atlantic Records in ponovno posneli svoj prvi album. Posodobljeno različico so izdali šele 1. aprila 2008. Avgusta 2008 je Tally Hall nastopila na odru BMI v Lollapaloozi. 
Skupina je je bila 16. septembra 2008 ponovno povabljena na The Late Late Show s Craigom Fergusonom z namenom, da bi pomagali pri promociji začetka Tally Hallove Internetne Oddaje (Tally Hall's Internet Show, kratica THIS). Pesem »Welcome to Tally Hall« so izvedli v novih črnih brezrokavnikih, značilnih barvnih kravatah, belih srajcah in črnih hlačah, opravi, ki ima še danes status njihove uniforme.
Po zaključku Marvin's Marvelous Mechanical Museum je skupina delala na več projektih, vključno s priredbo pesmi »Smile Like You Mean It« skupine The Killers.

### Turneje inGood & Evil
9. septembra 2009 je Hidden in the Sand (HITS), vidno spletno mesto oboževalcev skupine, objavilo novico, da bo Tally Hall izdala skupno pesem z Nellie McKay, ki bo izšla kot brezplačen prenos z mp3.walmart. Istega dne je HITS objavil naslov pesmi, »Light & Night«, skupaj s kratkim zvočnim posnetkom druge različice pesmi.
Na marčevski turneji z Jukebox the Ghost in Skybox leta 2010, so poročali, da se je Joe Hawley nepričakovano umaknil s turneje. Hawleyja je zamenjal Casey Shea, ki je nosil črno kravato in ga je nato nadomestil na vseh preostalih nastopih tistega leta. 25. marca 2011 je skupina objavila, da je vseh pet prvotnih članov skupine še vedno skupaj.
Skupino je upravljal The Hornblow Group do leta 2010, ko je Tally Hall zamenjala vodstvo na Stiletto Entertainment.  
Njihov drugi album Good &amp; Evil je izšel leta 2011. S to izdajo se je Tally Hall vrnila k svoji prvotni založbi Quack! Media. 
Za promocijo albuma je skupina organizirala tekmovanje, kjer je zmagovalec prejel lastno tematsko pesem. Zmagovalec je bil srednješolec Nathan Naimark, čigar istoimenska tematska pesem je bila izdana kmalu zatem. V istem času je skupina izdala priredbo pesmi Floa Ride »Club Can't Handle Me«, s Caseyjem Sheajem kot gostujočim vokalistom.
Po izidu Good & Evil in kasnejši turneji je skupina postala neaktivna, vsi njeni člani pa so se posvetili samostojnim potem, čeprav je pri nekaterih projektih ponovno sodelovalo več članov skupine.

### PoGood & Evil
Leta 2012 je Andrew Horowitz pod vzdevkom »edu« izdal solo album z naslovom sketches. Sodeloval je tudi pri produkciji in kot pianist pri Love in the Future Johna Legenda.
Joe Hawley se je vrnil v šolo, vendar je skupaj s Federmanom in Boro Karaco izdal konceptualni album, Hawaii: Part II, kot del njegovega stranskega glasbenega projekta ミラクルミュージカル (Miracle Musical, dobesedno Čudežni muzikal). Sedghi in Cantor, sta se na albumu pojavila na skladbah »White Ball« oziroma »Time Machine«.
Ross Federman je občasno nastopal kot producent, tolkalec in DJ pod psevdonimom »Mr. F«, čeprav je bil njegov glavni poudarek na šolanju. Leta 2013 je diplomiral na Michiganski univerzi iz celične in molekularne biologije, leta 2019 pa še na univerzi Yale z doktoratom iz imunologije. Federman je poročen in sta z ženo leta 2022 dobila prvega otroka.
Zubin se je poleg sodelovanja v Hawaii: Part II osredotočil na svoje osebno življenje. Na Univerzi v Michiganu je diplomiral z odliko iz nevroznanosti, nato pa je obiskoval medicinsko šolo Univerze Touro v Kaliforniji. Trenutno deluje kot družinski zdravnik v Kaiser Permanente v Orange Countyju v Kaliforniji. Sedghi je poročen in ima dva otroka.
Leta 2014 je Hawley, zoped pod ミラクルミュージカル, izdal Hawaii: Part II: Part ii, album, ki vsebuje demo posnetke in vzorce iz Hawaii: Part II.
Cantor je 14. aprila 2014 izdal svoj samostojni album Not a Trampoline. Snema tudi pesmi za Disney Junior Musical Nursery Rhymes.
Leta 2015 je bila skupinina stran na Bandcampu posodobljena z izidom demo plošče z naslovom Admittedly Incomplete Demos, ki se nanaša na njihovo prejšnjo zbirko Complete Demos. LP je vseboval demo posnetke pesmi z albuma Good & Evil ter še neobjavljene pesmi in posnetke nastopov v živo. Vključeval je tudi studijski različici priredb za pesmi Just A Friend in The Minstrel Boy. 
Leta 2015 je Hawley (ミラクルミュージカル) izdal Hawaii Partii, ki vsebuje 8-bitne izvedbe izbranih pesmi albuma Hawaii: Part II.
Leta 2016 je Hawley napovedal komični hip-hop album Joe Hawley Joe Hawley, ki je izšel oktobra istega leta. Leta 2019 je Hawley izdal γɘlwɒH ɘoႱ γɘlwɒH ɘoႱ, različico albuma z nazaj predvajanimi pesmimi, zaradi velike količine uporabljenih glasbenih vzorcev in zaradi izogibanja težavam glede avtorskih pravic. Album je bil leta 2020 ponovno izdan v prvotnem stanju. Domneva se, da je Joe Hawley dobil dovoljenje za uporabljene glasbene vzorce, saj so vse pesmi razen ene na voljo na uradni izdaji.
Leta 2018 je Horowitz izdal studijske različice klavirskih skladb, napisanih leta 2003, za album etudes.
Aprila 2019 je Horowitz izdal studijske različice klavirskih skladb, ki jih je za album etudes II napisal še kot študent leta 2005.
Avgusta 2019 je skupina ponovno izdala svojo arhivirano priredbo pesmi Biz Markieja »Just a Friend«, ki je prvotno izšla le na albumu Admittedly Incomplete Demos.

## Videi
Ob ustanovitvi skupine, je Joe Hawley vodil filmsko skupino komičnih skečev z imenom Anonymous, s katero je posnel več glasbenih videev za Tally Hall.
Skupina je poleg glasbe ustvarila tudi številne filme. Ti filmi vključujejo glasbene videe in šaljive skeče. Najbolj znan med temi videoposnetki je glasbeni video za »Banana Man«.
V skladu s svojim singlom »Good Day«, ki je izšel 26. februarja 2008, je skupina na YouTubu izdala glasbeni video za pesem, ki je bil pred tem vključen v epizodi THIS-a.

### THISin glasbeni videi
Še večjo vlogo v video portfelju skupine je prevzela desetdelna dvotedenska serija Tally Hall's Internet Show (THIS), ki je debitirala 15. septembra 2008. Vsaka epizoda je trajala 10 minut in je bila objavljena na njihovi spletni strani. Vsebina je vključevala predvsem komične skeče in glasbene videe.
Z izidom THIS-a septembra 2008 je postalo jasno, da bo v okviru internetne oddaje objavljenih veliko glasbenih videov. »Good Day« je bil prvi glasbeni video, ki so ga lahko videli v prvi epizodi. Drugi glasbeni videi vključujejo »Dream«, »Greener«, »Hidden in the Sand«, »Ruler of Everything«, »Taken for a Ride«, »The Whole World and You«, »Two Wuv« in »Welcome to Tally Hall«. Pesem z njihovega drugega albuma, »Turn the Lights Off«, ima tudi videospot. Videospot za pesem »&« je bil opuščen še pred izidom.

#### Seznam epizod
1. Good Day (15. september 2008) – 9:24
2. Death Request (29. september 2008) – 11:36
3. Taken for a Ride (13. oktober 2008) – 9:17
4. Welcome to Tally Hall (27. oktober 2008) – 11:37
5. Who Cares (10. november 2008) – 9:25
6. Two Wuv (24. november 2008) – 10:32
7. Fifteen Seconds of Bora (8. december 2008) – 9:08
8. The Whole World and You (22. december 2008) – 11:06
9. Potato Vs. Spoon (5. januar 2009) – 8:30
10. Good Night (19. januar 2009) – 10:52

#### Dodatna epizoda
1. South by Southwest 2007 (23. december 2013) – 12:06

## Člani

### Trenutni člani
- Rob Cantor (rumena kravata) – kitara, vokal, tolkala (2002–danes)
- Joe Hawley (rdeča kravata) – kitara, vokal, tolkala (2002–danes)
- Andrew Horowitz (zelena kravata) – klaviature, tolkala, vokal (2002–danes)
- Zubin Sedghi (modra kravata) – bas, vokal (2002–danes)
- Ross Federman (siva kravata) – bobni, tolkala, občasni vokal (2004–danes)

### Nekdanji člani
- Steve Gallagher (siva kravata) – bobni, tolkala (2002–2004)

### Dodatni gostujoči člani
- Casey Shea (črna kravata) – kitara, vokal, tolkala (zamenjal Joea Hawleyja, 2010)
- Bora Karaca (oranžna kravata) – klaviature, tolkala, akustična kitara, harmonika, žvižganje, spremljevalni vokal, maskota (na promocijski turneji za Good & Evil, poletje 2011)

## Diskografija
- Marvin's Marvelous Mechanical Museum (2005)
- Good & Evil (2011)